# Gotico postumo

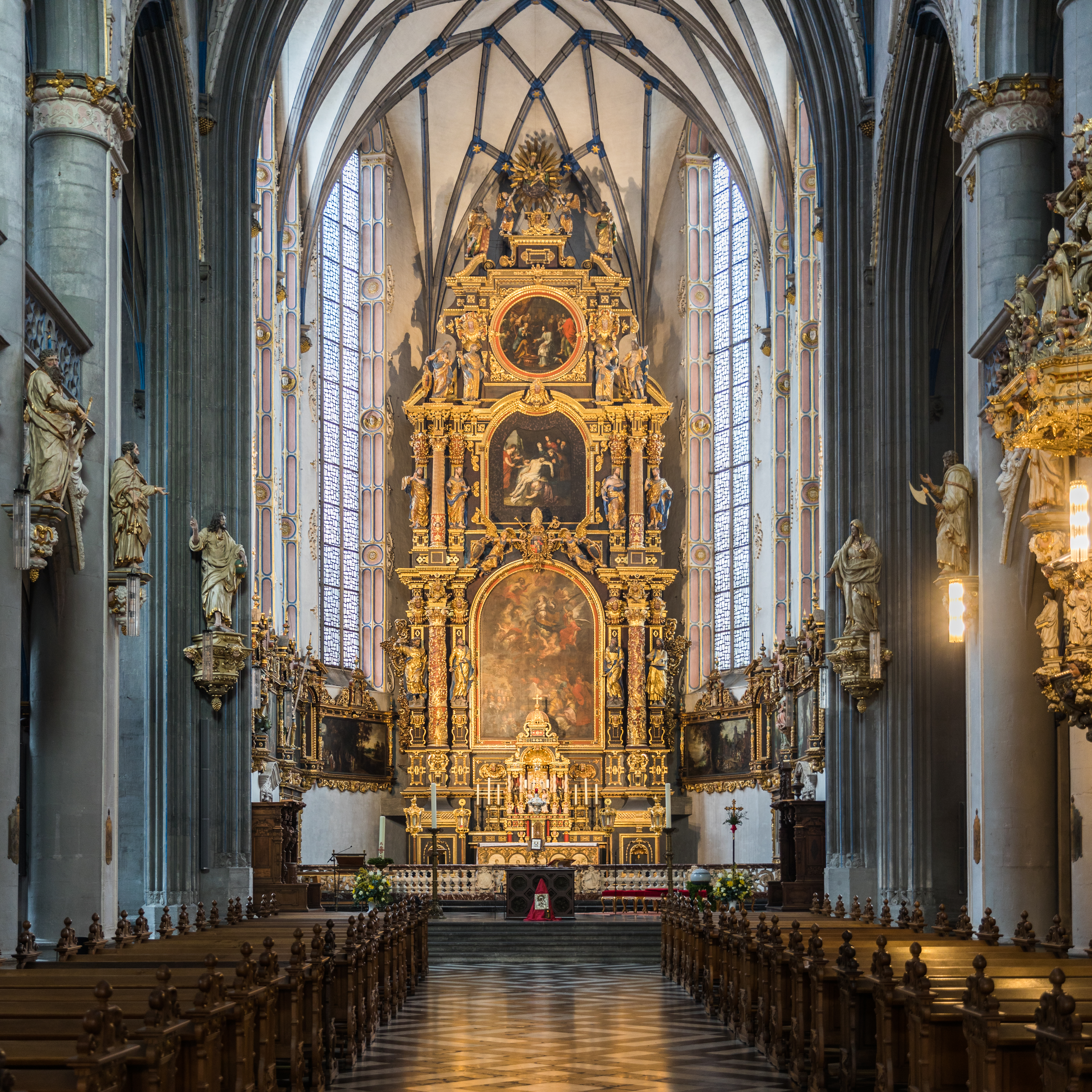
Christoph Wamser, Interno della Chiesa dell'Assunta a Colonia, in Germania (1618-1678).

Il Gotico postumo o post gotico (in tedesco Nachgotik) definisce la presenza di motivi architettonici gotici che sopravvissero in Europa, nelle epoche del Rinascimento e del Barocco, dopo il periodo dell'architettura gotica medievale.
Questo stile rappresenta la pura e semplice sopravvivenza delle forme gotiche e non si differenzia dall'architettura neogotica che è «la scelta consapevole dei modi gotici a contrasto con il linguaggio architettonico corrente ed accettato».

## Esempi di gotico postumo
- Chiesa di Saint-Eustache, Parigi
- Cattedrale di Orléans, Francia
- Chiesa dell'Assunta a Colonia, Germania
- cappella di Lincoln's Inn, Londra
- Palazzo Morosini Brandolin, Venezia